# Mouhin
Mouhin est, avec Longchamps, un des hameaux historiques de la ville belge de Waremme (province de Liège, Région wallonne).
Sous l'Ancien Régime, un « assumé » de chacun de ces hameaux était membre du conseil de la ville et participait à l'élection annuelle des deux bourgmestres de Waremme qui avait lieu à la St-André (le 30 novembre).
Ce quartier fait partie de l'ancienne commune de Bettincourt. Il existe toujours à Waremme et à Bettincourt une rue appelée rue de Mouhin. Celle-ci est divisée en deux parties, l'une sur Waremme et l'autre sur Bettincourt, à la suite de la construction de l'autoroute E40.